# Bank of Communications
La Bank of Communications (chinois simplifié : 交通银行 ; chinois traditionnel : 交通銀行 ; pinyin : Jiāotōng Yínháng ; souvent abrégé 交行) est une importante banque de Chine.

## Historique
Elle est reconnue pour être l'une des plus anciennes banques de Chine. En 2007, elle est classée dans les dix premières du pays en termes de résultats, voire pour certains observateurs dans les cinq premières.
Sa situation résulte à la fois de croissance externe par fusion de différentes banques et de croissance interne par son dynamisme commercial sur son marché intérieur. En tant que banque de détail, elle dispose d'un réseau d'agences sur le territoire chinois. Elle est forte d'un marque ancienne de bonne notoriété. Dans les toutes dernières années, elle a modernisé ses méthodes de management, de production et de vente à la fois pour être compétitive localement et être crédible sur le plan international.